# Schodack
Schodack – miasto w Stanach Zjednoczonych, w stanie Nowy Jork, w hrabstwie Rensselaer.